# Праліси Солотвинського лісництва
Праліси Солотвинського лісництва — пралісова пам'ятка природи місцевого значення. Об'єкт розташований на території Долинського району Івано-Франківської області, ДП «Вигодське лісове господарство», Солотвинське лісництво, квартал 4, виділи 37, 38; квартал 6, виділ 40; квартал 7, виділи 3, 4, 7, 10, 11; квартал 9, виділи 19, 21, 24, 25, 26, 29; квартал 11, виділи 1, 3, 5; квартал 16, виділи 18, 19, 20, 21, 32; квартал 22, виділ 1; квартал 32, виділи 34, 42; квартал 33, виділ 20; квартал 34, виділ 19; квартал 35, виділи 14, 16, 17; квартал 36, виділ 16; квартал 38, виділи 1, 9.
Площа — 283 га, статус отриманий у 2020 році.